# 浦和ヴェルデ東宝
浦和ヴェルデ東宝（うらわヴェルデとうほう）は、埼玉県さいたま市浦和区高砂の「浦和中央ビル」で東宝東日本興行が経営・運営していた映画館である。

## 概要
- 1985年（昭和60年） - 2スクリーンで開業。1978年（昭和53年）に地権者により建設されたファッションビル「ヴェルデ浦和（建物名称:浦和中央ビル、5階建）」内の4階に位置した。
- 1989年（平成元年）、前年までにヴェルデ浦和から殆どのテナントが撤退し、同年10月1日に「ユザワヤ浦和店」が浦和中央ビルの1-3階に出店。後にマクドナルドのあるB1階と当館以外の殆どの売場がユザワヤとなり、「ヴェルデ浦和」の名称は使われなくなる。
- 1997年（平成9年） - 家主の銀二土地が建物西南側（県庁通り寄り）に6階建てビルを増築し、増築部分の3-5階に移転（1-2階はユザワヤが増床）。1フロア1スクリーンで計3スクリーン体制となる。旧劇場は通常売場へ戻す形で改装され、ユザワヤが売場を拡張した。
- 2007年（平成19年） - 7月13日営業終了（最終上映は「ラストラブ」）。

旧浦和市内における東宝系列映画館として多くのヒット作を上映していたが、新設移転翌年の1998年にはシネマコンプレックスの出店を盛り込んだ「浦和駅東口駅前地区第二種市街地再開発事業（現:ストリームビル）」が事業決定され、2004年（当初予定）の開業後に影響を受けることが必至と見られ、2000年11月には当館と同時期に開業し東映・東急系作品を上映していた近隣の「浦和シネマ」が閉館し、当館が浦和駅界隈唯一の映画館となった。
浦和駅東口の再開発事業は2001年10月に出店事業者のマイカル倒産により白紙化されたが、2000年以降は近隣に大規模駐車場を備えたシネマコンプレックス が次々と開業し、競争にさらされることになった。そして浦和駅東口の再開発事業は予定より3年遅れとなる2007年に「浦和パルコ」と「ユナイテッド・シネマ浦和」の出店として現実化することになり、同施設開業3ヵ月前のタイミングでの閉館となった。当館の閉館により、2015年4月10日に「TOHOシネマズららぽーと富士見」が開業するまでの間、埼玉県内から東宝系列映画館が一旦すべて姿を消すこととなった。
撤退後の一部フロアは改装のうえ手芸教室「ユザワヤ芸術学院」が近隣ビルより移転したが、2010年（平成22年）8月31日をもってユザワヤ自体が同地での営業を終了し、浦和中央ビルから全テナントが撤退（ユザワヤはストリームビル内の浦和パルコに移転）。2011年に土地は銀二土地から住友不動産に売却され増築部分も含めビル全体が解体。2014年には分譲マンション（シティハウス浦和高砂）が竣工した。

## 座席数
増築移転後のもの
- ヴェルデ東宝1：154席（ドルビーデジタル対応）
- ヴェルデ東宝2：74席
- ヴェルデ東宝3：128席（ドルビーデジタル対応）

## 参考資料
- 『ヴェルデ浦和』再生　手工芸品のユザワヤ進出 - 朝日新聞東京本社埼玉県版（1989年4月21日）